# Fantasy Records : série 7000 Spoken World
 (août 2025).
 (juillet 2021).
Si vous disposez d'ouvrages ou d'articles de référence ou si vous connaissez des sites web de qualité traitant du thème abordé ici, merci de compléter l'article en donnant les références utiles à sa vérifiabilité et en les liant à la section « Notes et références ».
La série 7000 Spoken World ou F-7000 Spoken World est une nomenclature de référence des disques LP 33™ (ou 12") parus sous le label Fantasy Records. La numérotation est en principe chronologique par ordre de parution.

## Fantasy Records: série 7000 Spoken World
La série 7000 Spoken World recense 18 références de pressage toutes identifiées.
Elle est entrée en fonction en 1958 spécialement pour accueillir un talent naissant et controversé Lenny Bruce. Les dernières sorties de cette série datent des années 1970. Son but était de rassembler des projets discographiques en matières de poésie, de textes lus ou mise en scène sous forme de sketches dont certains caricaturent la société et la politique américaine.
Le projet de cette collection est né avec la décision de publier des enregistrements de Lenny Bruce dont Fantasy Records fut le premier éditeur en matière de disques. Elle a été marquée par différents évènements qui ne l'ont pas aidé à se développer : Lenny Bruce devint assez rapidement l'objet de censure à partir de 1960. Auteur principal de cette collection, arrêté pour obscénités, empêtré dans une histoire de drogue, son décès alors qu'il allait avoir prochainement 41 ans en 1966 marque de façon emblématique le label Fantasy Records aux États-Unis jusqu'alors catégorisé jazz : d'où le nombre réduit d'albums dans cette série pour une période relativement longue.
On remarquera aussi les disques de Lawrence Ferlinghetti dans cette collection et qui sont à priori ses seuls enregistrements sonores et la présence d'autres auteurs, d'intellectuels en opposition avec les pouvoirs en place de l'époque : Orson Bean était placé sur la liste noire à l'époque du maccarthysme.

## Catalogue discographique paru sous ce label

### Année 1958: Disques LP 33cm (ou 12")
- Fantasy 7001 : Lenny Bruce - Interviews Of Our Time
- Fantasy 7002 : Lawrence Ferlinghetti - Poetry Readings In The Cellar

### Année 1959: Disques LP 33cm (ou 12")
- Fantasy 7003 : Lenny Bruce - The Sick Humor Of Lenny Bruce
- Fantasy 7004 : Lawrence Ferlinghetti - Tentative Description Of A Dinner Given To Promote The Impeachment Of President Eisenhower, And Other Poems
- Fantasy 7005 : Mort Sahl - At Sunset (enregistrements de 1955)
- Fantasy 7006 : Allen Ginsberg - Reads Howl And Other Poems

### Année 1960: Disques LP 33cm (ou 12")
- Fantasy 7007 : Lenny Bruce - Togetherness: I Am Not a Nut, Elect Me!
- Fantasy 7008 : Kenneth Rexroth - Poetry And Jazz At The Blackhawk
- Fantasy 7009 : Orson Bean - At The Hungry Vol.I

### Année 1961: Disques LP 33cm (ou 12")
- Fantasy 7010 : Lawrence Ferlinghetti - The Great Chinese Dragon And Other Poems
- Fantasy 7011 : Lenny Bruce - American

### Année 1962: Disques LP 33cm (ou 12")
- Fantasy 7012 : Lenny Bruce - The Best Of Lenny Bruce (compilation)

### Année 1968: Disques LP 33cm (ou 12")
- Fantasy 7013 : Allen Ginsberg - Howl (réédition de la référence Fantasy 7006 de 59)

### Année 1969: Disques LP 33cm (ou 12")
- Fantasy 7014 : Lawrence Ferlinghetti - Ferlinghetti
- Fantasy 7015 : Leonard Nathan - Confessions Of A Matchmaker

### Année 1970: Disques LP 33cm (ou 12")
- Fantasy 7016 : The Congress Of Wonders - Revolting

### Année 1971: Disques LP 33cm (ou 12")
- Fantasy 7017 : Lenny Bruce - Thank You Masked Man (enregistrements de 1958, 59 et 63)
- Fantasy 7018 : The Congress Of Wonders - Sophomoric